# Wilhelm Ritter
Pour les articles homonymes, voir Ritter.
Karl Wilhelm Ritter est un ingénieur suisse, professeur à l'École polytechnique fédérale de Zurich, né à Liestal le 14 avril 1847 et mort à Rämismühle, commune de Zell le 18 octobre 1906 .

## Biographie
Wilhelm Ritter est le fils de Johann Friedrich, instituteur, et de Barbara Salathé. Sa famille est originaire d'Altstätten avant de s'installer à Liestal.
Il a d'abord été l'élève de la Gewerbeschule (école professionnelle) de Bâle avant d'étudier à l'École polytechnique fédérale de Zurich, entre 1865 et 1868, et d'en sortir avec le diplôme d'ingénieur. Il a été ensuite, pendant une année, ingénieur des chemins de fer en Hongrie. Il revient à l'École polytechnique de Zurich comme assistant de Karl Culmann en 1869, et obtient une habilitation (privat-docent) en ingénierie avant de devenir professeur de statique graphique, de construction de ponts et de voies de chemin de fer. Il a participé au début de la conception du chemin de fer du Pilate avec Eduard Gerlich.
En 1873 il a accepté le poste de professeur d'ingénierie à l'Institut polytechnique de Riga où il est resté jusqu'en 1882.
En 1882, après la mort de Karl Culmann, il revient enseigner à l'École polytechnique fédérale de Zurich pour reprendre son cours de statique graphique et de construction des ponts, le cours de construction et d'exploitation des chemins de fer étant assuré par Eduard Gerlich. Entre 1887 et 1891 il dirige l'École polytechnique de Zurich. Wilhelm Ritter a continué le développement de la statique graphique pour en faire une discipline importante du génie civil et a participé au développement de la théorie des poutres élastiques. En 1899 il a publié un article sur le calcul des poutres en béton armé dans lequel il assimile la poutre en béton armé à une poutre en treillis de type Howe dans laquelle le béton est assimilé à des bielles comprimées et les armatures métalliques sont les montants et les membrures tendues. Ce modèle est alors appelé treillis de Ritter-Mörsch. Malade, il a démissionné de son poste à l'automne 1904. Emil Mörsch lui a succédé comme professeur à l'École polytechnique de Zurich.
Il a eu pour élèves célèbres Robert Maillart et Othmar Ammann.
Il est aussi intervenu comme expert, en particulier à la suite de l'effondrement du pont ferroviaire de Münchenstein en 1891.
Il a été nommé citoyen d'honneur de la ville de Zurich en 1889. Il a été membre de la commission municipale des travaux publics de Zurich, du comité de la Société suisse des ingénieurs et des architectes et de la Société zurichoise des sciences naturelles (qu'il a présidé de 1896 à 1898). Il se voit décerner le titre de docteur honoris causa de l'université de Zurich en 1896.

## Famille
Son plus jeune frère, Hermann Ritter (1851-1918), a été architecte et a dirigé l'entreprise Philipp Holzmann & Cie, à Francfort-sur-le-Main.
Il s'est marié en 1875 avec Magdalena Jacoby, Américaine.

## Publications
- Anwendungen der graphischen Statik (Applications de la statique graphique) de Karl Culmann édité en 4 volumes par Wilhlelm Ritter chez Meyer & Zeller, Zurich, entre 1888 et 1906.
- Die Bauweise Hennebique, dans Schweizerische Bauzeitung, volume 33, 1899, p. 41-43, 49-52, 59-61 (lire en ligne)

## Source
- (de) Cet article est partiellement ou en totalité issu de l’article de Wikipédia en allemand intitulé « Wilhelm Ritter (Bauingenieur) » (voir la liste des auteurs).